# Tobias Halland Johannessen
Tobias Halland Johannessen (Drøbak, 23 de agosto de 1999) es un ciclista profesional noruego que compite con el equipo Uno-X Mobility. Su hermano gemelo Anders también es ciclista.

## Trayectoria
En 2021 dio el salto al profesionalismo en la disciplina de ruta con el Uno-X Dare Development Team. En junio finalizó segundo en el Giro Ciclistico d'Italia y tras la prueba se anunció su fichaje por el Uno-X Pro Cycling Team para el año 2022. El mes siguiente participó en los Juegos Olímpicos de Tokio 2020, y en agosto logró sus primeras victorias al imponerse en dos etapas del Sazka Tour y en el Tour del Porvenir, donde también logró otras dos etapas.
Empezó 2022 ganando en la Estrella de Bessèges la etapa con final en el Mont Bouquet y en marzo finalizó séptimo en una prueba del UCI WorldTour como la Volta a Cataluña. El año siguiente se estrenó en el Tour de Francia, donde finalizó tercero en una etapa.

## Palmarés
2021
- 2 etapas del Sazka Tour
- Tour del Porvenir, más 2 etapas

2022
- 1 etapa de la Estrella de Bessèges

2023
- 1 etapa del Tour de Luxemburgo

2025
- 3.º en el Campeonato de Noruega en Ruta

## Resultados en Grandes Vueltas y Campeonatos del Mundo
| Carrera         | Carrera         | 2021 | 2022 | 2023 | 2024 | 2025 |
| --------------- | --------------- | ---- | ---- | ---- | ---- | ---- |
|                 | Giro de Italia  | —    | —    | —    | ―    | —    |
|                 | Tour de Francia | —    | —    | 30.º | 35.º | 6.º  |
|                 | Vuelta a España | —    | —    | ―    | —    | —    |
| Mundial en Ruta | Mundial en Ruta | —    | —    | 51.º | 41.º | —    |

—: no participa
Ab.: abandono

## Equipos
- Uno-X Dare Development Team (2021)
- Uno-X (2022-)
  - Uno-X Pro Cycling Team (2022-2023)
  - Uno-X Mobility (2024-)